# Guadiana
La Guadiana (AFI: /ɡwaˈdjana/; dall'arabo wadi, cioè "fiume", e dal latino Anas) è un fiume iberico di 818 km di lunghezza complessiva, di cui 502 percorsi interamente in Spagna, 142 in Portogallo e 100 come linea di confine fra le due nazioni. Badajoz e Mérida, in Spagna, sono le città maggiori attraversate dal fiume.

## Percorso
La Guadiana nasce dalla Sierra de Alcaráz; attraversa le province di Ciudad Real nella comunità autonoma di Castiglia-La Mancia, di Badajoz in Estremadura, per un certo tratto definisce il confine tra Spagna e Portogallo, in seguito entra totalmente nel territorio di quest'ultimo, attraversando i distretti di Portalegre, di Évora, di Beja e dell'Algarve; infine nel tratto terminale segna di nuovo la frontiera tra le due nazioni iberiche toccando la provincia di Huelva in Andalusia, prima di sfociare nell'Oceano Atlantico (Golfo di Cadice).
I principali affluenti della Guadiana sono lo Záncara, il Gigüela, il Bullaque e l'Oeiras da destra, il Jabalón, lo Zújar, il Matachel, l'Ardila ed il Chanza da sinistra. Lungo il corso del fiume si trovano i bacini artificiali di Cijara, di García de Sola di Orellana e dell'Alqueva. Ci sono circa 200 dighe sul fiume, la più grande è quella portoghese di Alqueva.